# كيجي نيشيتاني
كيجي نيشيتاني (27 فبراير 1900 - 24 نوفمبر 1990)، هو فيلسوف ياباني من مدرسة كيوتو وتلميذ كيتارو نيشيدا، حصل نيشيتاني على الدكتوراه من جامعة كيوتو الإمبراطورية عام 1924 عن أطروحته "Das Ideale und das Reale bei Schelling und Bergson" . درس على يد مارتن هايدغر في فرايبورغ من عام 1937 إلى عام 1939.
شغل نيشيتاني منصب رئيس قسم الفلسفة والدين في جامعة كيوتو من عام 1943 حتى أصبح متفرغًا في عام 1964. ثم قام بتدريس الفلسفة والدين في جامعة أوتاني. في أوقات مختلفة، كان نيشيتاني أستاذًا زائرًا في الولايات المتحدة وأوروبا.